# 家族の絆シリーズ
家族の絆シリーズ（かぞくのきずなシリーズ）は、日本のガス企業である東京ガスの広告として、2008年（平成20年）からテレビで放映されているコマーシャルメッセージ（CM）のシリーズである。東京ガス1社提供による関東ローカルのテレビ番組『食彩の王国』（テレビ朝日系）向けに制作されている。2019年（令和元年）10月までに11作品が製作されており、全作品に共通して家族と料理を題材として、ドラマ仕立てで作られている。広告会社は電通。

## あらすじ

### 「山菜の味」篇
主人公は、幼少時に祖母のもとを訪ね、山菜の煮物を初めて食べ「美味しい」と言ったことがあった。祖母は喜び、毎年、同じ煮物を用意して主人公の訪問を待つ。やがて主人公は成長して多忙となり、数年ぶりに祖母を訪ねると、祖母は痴呆で孫のことがわからない。しかし、やはりあの煮物を主人公に勧める。主人公は、祖母が自分を忘れても、自分は祖母の味を忘れずに守り続けることを、心の中で約束する。

### 「お父さんのチャーハン」篇
父は娘の幼少時から、母が病気や不在のとき、決まって夕食にチャーハンを作った。舌触りも味も今一つ。父が「美味いか」と聞いても、娘は無言。気まずい父娘関係が続く。娘が成長して外食が増えるにつれ、チャーハンを食べる機会も無くなる。やがて娘は結婚の3日前、涙ながらに「チャーハンを食べたい」と言い出す。「美味いか」と聞く父に、娘は涙声で「美味い。それと、ありがとう」と返す。

### 「お弁当メール」篇
母は、息子との会話が減ったことから、毎朝の登校時に弁当を持たせる。テストの点数が悪かった翌朝は、豚カツで「喝!」、誕生日にはケーキを象ったキャラ弁など、メールのようにメッセージを込める。息子からの返事は無いが、常に弁当箱は空になって返って来る。最後の弁当の日、空の弁当箱に「ありがとう ってずっと言えなくてごめんなさい」の手紙が添えられている。母はそれを見て、涙ぐむ。

### 「おてつだい券」篇
祥子は幼少時より父を怖く感じ、会話も少なかった。父の誕生日に祥子が「おてつだい券」を贈っても、父は不器用な顔で「ありがとう」と返すのみ。時が流れ、祥子は就職、父が定年の日。父は祥子に、もうボロボロになった「おてつだい券」を示し「母さんへの礼を手伝ってほしい」。父は祥子の手を借りつつ、不慣れな手つきで料理をする。親子3人で定年の夜の食卓を囲み、新たな家族の日々が始まる。

### 「ばあちゃんの料理」篇
主人公は両親が共働きで、祖母の料理を食べて育つ。主人公が友人たちを自宅に招き、祖母が食事を作るが、皆は地味な魚料理が口に合わずに、大半を残す。主人公は「うちの料理が古臭いからだ!」と、心にもないことを言う。やがて主人公は就職、独立。祖母のもとを訪れ、共に夕食を囲む。本当は祖母の料理を愛しており、昔の暴言を詫びる。祖母は何事もなかったように、微笑を返す。

### 「母からのエール」篇
主人公は就職活動中。学友たちが次々に内定が決まる中、数十社もの不採用が続き、失意の日々を送る。ある日、ついに最終面接までこぎつけ、母に喜びの電話をする。ケーキを買って帰宅し、玄関のドアを開ける寸前、お祈りメール（不採用通知）が届く。公園のブランコで呆然とする主人公のもとに、母が現れ、主人公が号泣する。主人公は母の手料理で元気を取戻し、また就職活動に臨む。

### 「母とは」篇
主人公がモノローグで自分の母を語る。「ノックをせず部屋に入る」「メールが誤字だらけ」「涙もろい」「なぜか息子の食べたい料理を用意して帰りを待っている」「誰よりも早く起き、遅く起きている」「夜は誰よりも遅く、朝は誰よりも早い」。そして主人公は就職、ネクタイを母が直す。「いつの間にか歳をとっている」。出勤前、家族で朝食の食卓を囲む。「世界で一番、料理がうまい」。

### 「やめてよ」篇
主人公ちひろは、父の日常を、何かにつけて「やめてよ、お父さん」と疎ましく思う。朝から裸でうろつく、娘の作ったから揚げをつまみ食いする、娘の化粧をあれこれ言う、など。やがて、ちひろの結婚が決まり、父は寂しそうにする。「やめてよ、本 当のこと言うの」。結婚式当日、父娘がバージンロードに並ぶ。「幸せになれよ」と言う父に、ちひろは涙ぐみつつ「やめてよ、お父さん」と返す。

### 「似たもの親子」篇
母曰く、娘は嘘泣きする、他人の物を欲しがる、嫌いな物は決して食べず、好きな物は美味しそうに食べる、すぐ流行に飛びつき、すぐ飽きる。「誰に似たのやら……」。しかし娘から見れば、母は何から何までそれと同じ。そして落ち込むタイミングは2人同時で、互いの心配ばかりする。「何かあった?」「ママこそ」「……美味しいもの作ろうか!」母娘は餃子を焼き、笑顔を交して食卓を囲む。

### 「ウチの家族」篇
両親と姉と弟の4人家族。弟が家族のことを「変じゃね?」と語る。会話は「あれ」で通じる、と思いきやまったく伝わらない。母が「晩ご飯、何がいい?」と聞けば皆の意見はバラバラ、結局は母が決める。うるさすぎることもあれば、静か過ぎることもある。「もう子供じゃないんだから」「子供のくせに」。それも今日で最後。姉の留学を迎え、家族皆での夕食で、姉は泣きながらコロッケを食べる。「ウチの家族、やっぱり変だし」。

### 「母のチーズケーキ」篇
一郎の結婚披露宴で、チーズケーキが振舞われる。一郎は、母の手製のケーキの味と気づく。新婦が、一郎の母からの手紙を読み始める。母は昔から一郎にケーキを作っており、結婚式にもケーキを作ると約束していた。母の手紙は、最後の約束の手伝いの願いであり、そのケーキは母のレシピをもとに、新婦と父が作ったものだった。遺影の置かれた新郎席に母の姿が現れ、一郎に祝福を、ケーキを味わう夫に礼を述べる。

## 製作
東京ガスの広報部によれば、一般の利用者にとってガスというものは視覚的なイメージが困難と考えられたことから、東京ガスのブランドの構築の方向を考えた末に、このコマーシャルの製作が発案されたという。
家庭でガスを使う状況として即座に思い浮かぶのは「料理」であり、「料理は家族をつなぐ絆であってほしい。そして、東京ガスはそのお手伝いをします」というのが、このコマーシャルの伝えるメッセージの芯であり、それは製作当時から変わっていない。またその料理にしても、レストランでのみ提供されるような料理では現実味に欠けるとの考えから、家族全員で食卓を囲めるような家庭料理であることが大切にされている。料理の監修は第1弾より、フードスタイリストの飯島奈美が務めている。
作中では「東京ガス」のロゴはほぼ登場せず、最後に少し表示されるのみである。ガスはインフラであり、あって当然のものであること、また一人暮らし、結婚、出産といった出来事にはガスや料理が必ず関連することから、利用客の「人生にそっと寄り添うような存在でありたい」という思いから、あえて社名を強く主張しないとの考えによる。
「やめてよ」は、コピーライターの岡野草平（電通）によれば、前作「母とは」での母と息子の描写が好評であったことから、「完全に2匹目のドジョウ」を狙いにいった」という。製作にあたっては、企画時に多くの女性クリエイターや女性スタッフに対し、父親に対して「やめてほしいこと」をインタビューし、そこで寄せられた大量の不満をもとに製作された。どのエピソードも心底から父を嫌っているようではなく、むしろ親への愛情が感じられたことから、それを作中に落とし込んだという。
「似たもの親子」は、従来のような、視聴者の感動や涙を誘う作品と比較すると、ややコミカルな作風である。東京ガスによれば、10年にわたって同様の作風が続いたために、作風を変えることを狙い、母と娘との間によくある題材で利用客の共感を得られつつ、癒されるような内容を目指したという。2017年4月から始まった都市ガスの自由化も背景にあり、認知度を高めて、客が選ぶことができるよう、より共感できることを目指して制作されている。また作中で登場する料理は、どこの家庭でも作れて一家団欒にふさわしく、さらに物語上、落ち込んだときに元気になれる料理と考えられたことから、餃子が選ばれた。

## 放送日程
| 放送開始時期   | タイトル             | キャスト                             | 料理         |
| -------------- | -------------------- | ------------------------------------ | ------------ |
| 2008年         | 山菜の味             | 北浦愛、他                           | 山菜の煮物   |
| 2009年9月      | お父さんのチャーハン | 初音映莉子、きたろう                 | チャーハン   |
| 2010年9月25日  | お弁当メール         | 水島かおり、野村周平                 | 弁当         |
| 2011年         | おてつだい券         | 安藤サクラ、中村育二、銀粉蝶         | 卵焼き       |
| 2013年         | ばあちゃんの料理     | 大和田健介、草村礼子、他             | 魚料理       |
| 2014年2月1日   | 母からのエール       | 岸井ゆきの、他                       |              |
| 2014年10月     | 母とは               | 岡山天音、渡辺えり                   |              |
| 2016年         | やめてよ             | 平田薫、塚本晋也、他                 | から揚げ     |
| 2017年10月21日 | 似たもの親子         | 青木さやか、白鳥玉季、他             | 餃子         |
| 2018年10月13日 | ウチの家族           | 才藤了介、坂井真紀、奈緒、岡島遼太郎 | コロッケ     |
| 2019年10月26日 | 母のチーズケーキ     | 長友郁真、桜井ユキ、寺島しのぶ、他   | チーズケーキ |

## 作品の評価
週1回、1社提供番組のみでの放映だが、90秒という尺の長いコマーシャルということもあり、視聴者からは概ね「感動した」「共感した」といった声が多く寄せられている。「山菜の味」は、「懐かしさが胸にあふれてくるような、静かな映像」、認知症の祖母を持つ視聴者から、「目頭が熱くなってしまった」などの声があった。
「お父さんのチャーハン」は、「泣けるCM」としての父娘の演技に加えて、バックに流れている菅野よう子によるピアノのソロ演奏により、CMであることを忘れさせ、映画のワンシーンのようなドラマが楽しめるとも評価された。
涙によるストレス解消法「涙活（るいかつ）」を推奨する寺井広樹は、本シリーズを名作揃いと評価しており、中でも「お弁当メール」で、最後に母親が泣く場面を、視聴者の方も思わず泣いてしまうCMとして、高く評価している。同作は、東京ガスの都市生活研究所によれば、放映開始直後から「泣けた」という声が多く寄せられたという。コラムニストの天野祐吉が2010年に朝日新聞紙上において、百人以上の読者の意見に自身の意見を加えて選んだ「今年のベストCM」では、同作が群を抜いて1位に選ばれた。また2011年以降には東日本大震災の影響で、復興や絆をイメージしたCMが注目される中、手作り弁当を介して繋がる親子の姿で共感を呼んだ点でも評価された。
「おてつだい券」については、東京コピーライターズクラブによる広告賞「TCC賞」の2012年度新人賞受賞において、審査員より「このようなエピソードは、感情を語りすぎると嘘のようになるが、製作側がそのぎりぎりのラインを心得ており、腹八分目の表現で視聴者の心を満たしている」と評価された。
「ばあちゃんの料理」では「泣ける」「ばあちゃんに会いたい」「ばあちゃんの料理が食べたい」という反応が寄せられた。第43回「フジサンケイグループ広告大賞」受賞時には、作詞家の秋元康が「ストーリーの中で商品を織り込んでいくということで浸透度が深まる」と感想を解説した。
「母とは」について、東京企画（CM総合研究所）の代表を務める関根心太郎は、「切なくて温かい感情が込み上げてくる」「CMに描かれた普通の日常の中に、ふと感じるかけがえのない親子の絆と愛が込められている」「感動するCMは誰かに伝えたいと思わせる力がある」と評価している。モニターの男性層からは「これぞ、おかん! という感じ。笑えるが、最後は泣けるストーリーがいい」「今はいない自分の母親を思い出した」「母親はみんな同じなんだ」と、一人の息子としての共感が寄せられた。一方で50代、60代といった母親の側の年代層からは「クスッと笑いあり、そうそうと納得するのもあり、ジーンと涙というものもあり。家族がいるから母は頑張れるのです」「自分と重なる部分がありすぎて泣けた」など、リアルな自分に重ね合わせるモニターが多数いた。青山学院大学経営学部の教授である芳賀康浩は、JAA（日本アドバタイザーズ協会）広告賞の選定において、東京ガスの企業広告シリーズが同賞の常連であることから「またか」と構えて見たというが、「最後にはやはり目が潤んでしまうのは、さすがの一言」「母と息子の日常を描き、日頃忘れがちな感謝の気持ちを思い出させてくれる、消費者インサイトに優れた広告」と評価した。動画の再生回数は、2015年（平成27年）5月時点で500万回以上を記録した。
父と娘を描いた「やめてよ」では、モニターの50代、60代の父親層から「娘をもつ父親なら、皆ジンとくるはず」「父の淋しさもわかる」「自分にあてはめて感じるところがあり、最後の娘の涙に感激」「娘の言葉が少しずつ変化していくにつれ、泣けてくるCM」という感想が寄せられており、日頃の行動に思い当たる節がある父親層の感動を誘ったと分析されている。母親層からも、「娘が言っているような事なので聞き入ってしまう」「うちの娘みたいだ。感動する」「涙ぐんでしまうほど親子の関係がとても良い。娘を思う父の姿がとても良い」と、家庭での様子を思い出し、心を動かされたとの声が上がった。このように、家庭の父親や母親によく見られる光景が描写されており、何気ない日常の中で家族への思いに気づくことから、先述の関根心太郎は「多くの人が共有できる経験や思い出は、自分ゴト化の最強テーマのひとつかもしれない」と意見している。他にもインターネット上で、「CMで泣くとは思わなかった」「泣かせにくるのやめてよ…」「朝流れたCMに不意をつかれて涙ぐんでしまった」「朝からメイク落ちた」などの声が上がった。『フジサンケイグループ広告大賞』での紹介において、ゲストである関根勤は、娘を持つ父の立場から「やっぱり娘は厳しいんですよ。お父さんに。やめてよってよく言われましたよ」と感想を述べた。
「似たもの親子」では、親子の日常と、似た者同士の母と娘の光景に対して、多くの視聴者から「クスッと笑えて心温まる」「微笑ましい」「ほっこりする」といった声が寄せられた。また母親役の青木さやかについては、東京ガス広報部内でも、芸人としてのイメージから配役を疑問視した者がいたが、実際には作中でため息をつく場面など、気の強いイメージとのギャップに好感を抱いたという。また青木には子役と同年代の子供がいるために、子役との接し方が自然であったという。青木は本来、意地悪な役柄が似合うが、演出、企画、練られた言葉により良い母に見えるとの意見や、子役の白鳥玉季の演技の自然さも評価された。全日本シーエム放送連盟による広告賞「ACC TOKYO CREATIVITY AWARDS」において、審査員の1人であるTBSホールディングスの那須田淳は「どんな時代にもあり続けるテーマに、優しい発明アイデアで心を掴んでくれる作品がまだまだ登場してくることにすなおに喜びを感じました」と述べた。

### 「母からのエール」中止の反響
「母からのエール」は、就職活動中の主人公をリアルに描いた力作と言われた。主人公を演じた岸井ゆきのは、製作スタッフが岸井の出演する演劇を観劇し、現実味のある演技力に驚愕して、「就職活動に苦悩する学生の姿を違和感なく演じることができる演技力」と考えられたことからの採用であり、放映後も「突出した演技力」「リアリティのある演技」との声もあった。
その一方で、折しも放映開始の2月は、現実社会においても就職活動が本格化する時期だったこともあり、就職活動の不採用を描いた本CMは「感動するが、心が痛む」「リアルすぎて見ているのがつらい」との声も上がった。インターネット上でも「就職活動中の学生をさらに落胆させる」「辛過ぎて泣ける」「暗くなる」などの意見が相次いだ。作中では、主人公が不採用に対して「全人格否定されているような気になる」という、実際の就職試験のみならず、リストラやパワハラ経験者にとっても強く響く台詞もあり、「当事者にとってはあまりにもリアルで、傷口に塩を塗り込むようなもの」との声もあった。同様の境遇の子を持つ者から「就活に苦労している子供の親にとっても、おそらくこのCMは不愉快」との声も上がった。東京ガスへも「心が痛む」などの声が数件、電話やメールで寄せられた。
本CMは2014年2月1日の放映開始後、1年間の放送予定であったが、2月22日放映を最後に、3週間で放映が中止された。『食彩の王国』の放送が毎週土曜日で、2月22日より後は別のCMに差し替えられたため、本CMの放映回数はわずか4回である。東京ガスの公式ウェブサイトに掲載されていたCM動画も、放映中止と共に削除された。その後のCMは前作「ばあちゃんの料理」に差替えられており、この影響で「ばあちゃんの料理」は、1年間の放映予定のところを約半年間延長され、異例の放映期間となった。
このことから広告業界では、「東京ガスの堅い体質もあり、東京ガス社内で『辛い思いをする視聴者が1人でもいるなら放送しない方が良い』『東京ガスの就職試験の受験者がどう思うか』などの意見があがって、放送を中止した」とも意見された。視聴者の間でも「クレームへの配慮による打ち切り」との噂が流れた。これに対して東京ガスの広報部は、批判的な意見が寄せられたこと、そうした声に配慮したことを肯定しながらも、放映中止の理由はそれだけではなく、「前作の『ばあちゃんの料理』が広告大賞の最優秀賞に内定したことで、お客様の反応を判断材料としつつ、総合的な判断から『ばあちゃんの料理』を再度放送することに変更した」と説明している。
この放送中止後、本CMは中止されたことで逆にTwitterなどで話題にのぼった。ウィズニュース編集部では、就職活動に限らず、人生には辛いことや苦しいことは多くあることから、「こうした一場面を丁寧に、リアルに描写するのもCMの面白さなのでは」と意見された。危機管理広報の専門家から「とりあえず中止をしたという判断は間違っていないが、CMの出し手として、少なくとも真意はどこにあったのかの説明はするべき」との声もあった。一般人によるYouTubeへの投稿動画は、視聴回数が200万回を超えた。「素晴らしい」「感動的。見て泣いてしまった」「現実的で家族の暖かさが伝わる。良い作品」「勇気がもらえます」「最高に素敵なCM。心が温かくなる」と評価する声、「なぜ打ち切りなのか」「批判の理由が謎」「なぜ中止なのか誰も分からない。いいCMですよ、ていうか悪いところありませんが」など、放送中止を疑問視する声も寄せられた。
2014年7月放送の『ワイドナショー』（フジテレビ）でも、視聴者からトークのテーマを受け付ける「あなたが取り上げてほしいニュース」のコーナーで、本作が取り上げられた。ゲストの渡辺真理が「就活中の当事者たちは逆なでされた感じを受けるのではないか」と指摘する一方で、タレントの松本人志は放送中止を疑問視して、「何が文句があるのかまったくわからない」、フジテレビのアナウンサーの山﨑夕貴も「私なら頑張ろうと思う」とコメントした。主演の岸井ゆきの自身も、後の新聞紙上で「救いのあるCMだと思っていたので、あのときは少し驚きました」と語っていた。

### 受賞歴
- お父さんのチャーハン
  - 2010年5月 - 第63回 広告電通賞 産業・企業部門 最優秀賞[56]

- お弁当メール
  - 2011年3月10日 - 第40回 フジサンケイグループ広告大賞 メディア部門 テレビ最優秀賞[57]
  - 2011年5月 - 第64回 広告電通賞 産業・企業部門 テレビ広告電通賞[58]
  - 2011年6月 - 第48回 ギャラクシー賞 CM部門 優秀賞[59]
  - 2011年12月8日 - 第51回 全日本シーエム放送連盟 CMフェスティバル（ACC CM FESTIVAL) ACCゴールド、次世代クリエイターたちが選ぶACC賞[60]

- おてつだい券
  - 2012年4月 - 第41回 フジサンケイグループ広告大賞 メディア部門 テレビ優秀賞[61]
  - 2012年4月 - 東京コピーライターズクラブ 2012年度TCC賞 新人賞[62]

- ばあちゃんの料理
  - 2013年10月 - 第53回 全日本シーエム放送連盟 ACC TOKYO CREATIVITY AWARDS テレビCM部門 ACCブロンズ[63]
  - 2013年11月 - 第53回 日本アドバタイザーズ協会 消費者のためになった広告コンクール 経済産業大臣賞[64]
  - 2014年5月 - 第43回 フジサンケイグループ広告大賞 メディア部門 テレビ最優秀賞[8]

- 母とは
  - 2015年5月 - アドフェスト（アジア太平洋国際広告祭）2015 フィルム部門 ブロンズ賞[65]
  - 2015年6月 - 第52回 ギャラクシー賞 CM部門 選奨[66]
  - 2015年8月 - 第68回 広告電通賞 テレビ広告電通賞[67]
  - 2015年12月 - 第54回 JAA広告賞 消費者が選んだ広告賞 テレビ部門 JAA賞（最高賞）[44]

- やめてよ
  - 2017年5月 - 第46回 フジサンケイグループ広告大賞 メディア部門 テレビ最優秀賞[22][68]
  - 2017年9月 - 第57回 ACC TOKYO CREATIVITY AWARDS フィルム部門 A カテゴリー ACCゴールド[69]
  - 2017年12月 - 第56回 JAA広告賞 消費者が選んだ広告コンクール メダリスト[70]

- 似たもの親子
  - 2018年4月 - 第47回 フジサンケイグループ広告大賞 メディア部門 テレビ優秀賞[71]
  - 2018年10月 - 第58回 ACC TOKYO CREATIVITY AWARDS フィルム部門Aカテゴリー ACCゴールド[72]

- ウチの家族
  - 2020年1月17日 - 第58回 JAA広告賞 消費者が選んだ広告コンクール メダリスト[73]

- 母のチーズケーキ
  - 2020年12月18日 - 第73回 広告電通賞 フィルム広告 企業・公共 銀賞[74]